# Herbert Ehrenberg

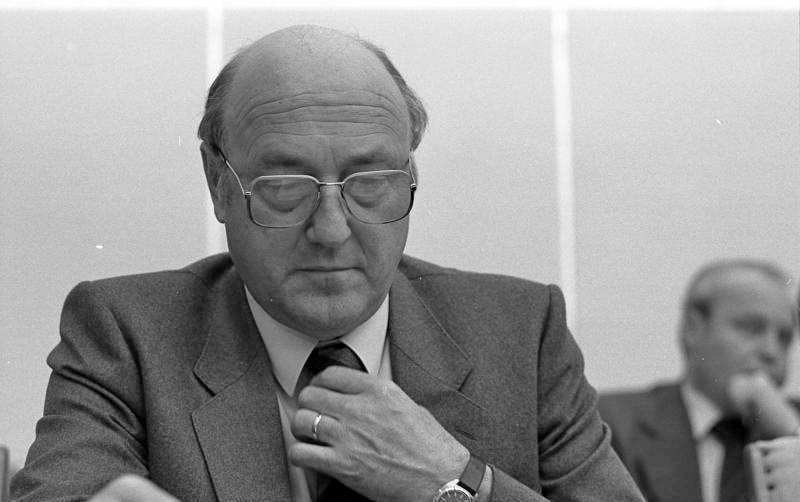
Herbert Ehrenberg, 1981

Herbert Ehrenberg (* 21. Dezember 1926 in Collnischken, Kreis Goldap/Ostpreußen; † 20. Februar 2018 in Wilhelmshaven) war ein deutscher Politiker (SPD). Er war von 1972 bis 1990 Mitglied des Deutschen Bundestages und von 1977 bis 1982 Bundesminister für Arbeit und Sozialordnung.

## Leben

### Ausbildung und Beruf
Herbert Ehrenberg war der Sohn eines Landwirts. Er besuchte im ostpreußischen Goldap das damals Oberschule für Jungen genannte Gymnasium. 1943 wurde er zum Kriegsdienst einberufen. Am 22. Dezember 1943 beantragte er die Aufnahme in die NSDAP und wurde zum 20. April 1944 aufgenommen (Mitgliedsnummer 9.913.168). Nach kurzer Kriegsgefangenschaft 1945 war er zunächst als Landarbeiter in Niedersachsen und von 1947 bis 1951 als Polizeibeamter in Bremen tätig.

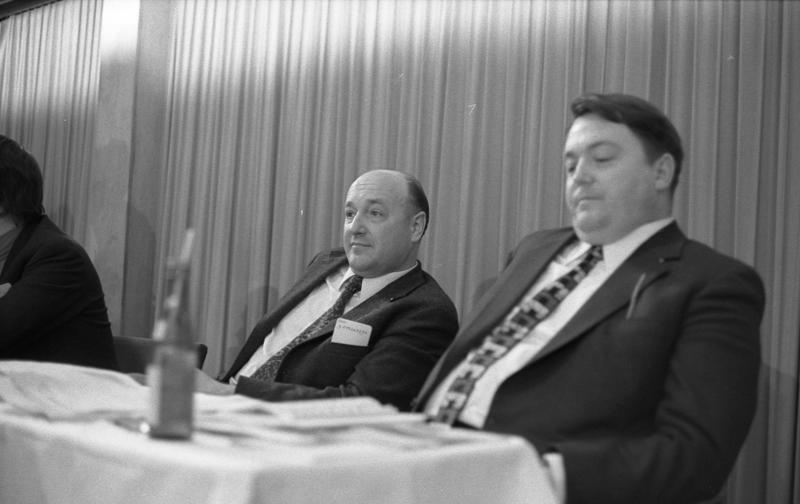
Herbert Ehrenberg (li.) neben Holger Börner 1973 beim Bundeskongress der Jungsozialisten

Ehrenberg holte 1952 das Abitur nach (Begabtenprüfung) und begann ein Studium der Sozialwissenschaften an der Hochschule für Arbeit, Politik und Wirtschaft im Hochschuldorf in Wilhelmshaven, das er von 1953 bis 1955 in Göttingen fortsetzte. Er beendete es 1955 als Diplom-Volkswirt. 1958 wurde er mit der Arbeit Expansive Lohnpolitik, ein Mittel der Einkommensverteilung zum Dr. rer. pol. promoviert. Ab 1956 war er Assistent der Geschäftsführung in einem Kaufmannsbetrieb in Bremen und anschließend zunächst zweiter, zuletzt als Geschäftsführer eines mittleren Industrieunternehmens in Goslar.
1961 wurde Ehrenberg Dozent an der Höheren Fachschule der Arbeiterwohlfahrt für Sozialarbeit in Düsseldorf. 1963 wurde er Leiter der volkswirtschaftlichen Abteilung beim Hauptvorstand der IG Bau-Steine-Erden unter dem damaligen Vorsitzenden Georg Leber. Hier war er maßgeblich beteiligt an der Ausarbeitung der einkommenspolitischen Konzeption „Vermögensbildung in Arbeitnehmerhand“. In der Zeit der Großen Koalition wechselte er 1968 als Unterabteilungsleiter für Strukturpolitik in das Bundesministerium für Wirtschaft. Nach dem Amtsantritt der sozialliberalen Koalition wurde er 1969 Ministerialdirektor der Abteilung für Finanzen/Wirtschaft/Steuern im Bundeskanzleramt in Bonn und blieb dies bis 1971. Ehrenberg war verheiratet.

### Partei
Im Jahr 1949 wurde Ehrenberg Mitglied der Gewerkschaft Öffentliche Dienste, Transport und Verkehr (ÖTV). Seit 1955 war er Mitglied der SPD. Seit Mitte der 1960er Jahre war er Mitglied im Ausschuss für Wirtschaftspolitik im SPD-Parteivorstand, zudem war er Mitglied im erweiterten Vorstand der Gesellschaft für Sozialen Fortschritt. 1973 wurde er Mitglied des Bezirksvorstandes. Von 1975 bis 1984 war er Mitglied im SPD-Bundesvorstand und seit 1984 Mitglied des Parteirates. 
Ehrenberg gehörte zu den Mitbegründern des konservativen Seeheimer Kreises innerhalb der SPD. 1985 war er an der Schaffung der Kurt-Schumacher-Gesellschaft beteiligt. 2009 vollzog Ehrenberg einen Flügelwechsel, indem er die linksorientierte Arbeitsgemeinschaft der Sozialdemokraten in der SPD (AGSS) mitbegründete. Als Grund dafür gab er an, dass sich die SPD-Politik nach rechts gewandelt habe und er mit seinen bisherigen Positionen daher heute vergleichsweise links stehe.

### Abgeordneter
Gewählt am 13. Dezember 1972 (damals Wahlkreis 21/Wilhelmshaven) war er von 1973 bis zum 20. Dezember 1990 Mitglied des Deutschen Bundestages in dessen 7. bis 11. Wahlperiode. Von 1974 bis 1976 war er einer der stellvertretenden Vorsitzenden der SPD-Bundestagsfraktion.
Ehrenberg war stets direkt gewählter Abgeordneter des Wahlkreises Wilhelmshaven (ab 1980: Friesland – Wilhelmshaven); zuletzt erhielt er bei der Bundestagswahl 1987 48,1 Prozent der gültigen Erststimmen.

### Öffentliche Ämter
Ehrenberg war von 1971 bis 1972 beamteter Staatssekretär im Bundesministerium für Arbeit und Sozialordnung. Nach seinem Einzug in den Deutschen Bundestag 1973 war er bis 1976 Parlamentarischer Staatssekretär im Bundesministerium für Arbeit und Sozialordnung.
Nach der Bundestagswahl 1976 wurde Ehrenberg am 16. Dezember 1976 als Bundesminister für Arbeit und Sozialordnung in die von Bundeskanzler Helmut Schmidt geführte Bundesregierung berufen. Bei einer Regierungsumbildung schied Ehrenberg am 28. April 1982 aus dem Kabinett aus. Die seit 1983 bestehende Kranken- und Rentenfinanzierung für selbständige Künstler und Publizisten durch die Künstlersozialabgabe geht maßgeblich auf Ehrenberg und den Bundestagsabgeordneten Dieter Lattmann zurück. Während seiner Amtszeit als Minister, die von der Problematik allgemein steigender Arbeitslosigkeit überschattet war, betätigte sich Ehrenberg auch als Lobbyist für das Bäder- und Kurwesen.
1995 wurde Ehrenberg in den Vorstand des Internationalen Bunds (IB) gewählt. 1997 trat er die Nachfolge von Georg Leber als Vorsitzender des Vereins an und war von 2001 bis 2003 Präsident des IB.

## Auszeichnungen und Ehrungen
- 1980: Marie-Juchacz-Plakette der Arbeiterwohlfahrt
- 1987: Großes Verdienstkreuz des Verdienstordens der Bundesrepublik Deutschland
- 1989: Großes Verdienstkreuz des Niedersächsischen Verdienstordens
- 1994: Großes Verdienstkreuz mit Stern des Verdienstordens der Bundesrepublik Deutschland

## Schriften
- Expansive Lohnpolitik, ein Mittel der Einkommensverteilung. Göttingen 1958.
- Die Erhard-Saga. Analyse einer Wirtschaftspolitik, die keine war. Seewald, Stuttgart 1965.
- Gewerkschaftliche Einkommenspolitik in der sozialen Marktwirtschaft. In: Beiträge zur Wirtschafts- und Gesellschaftsgestaltung. Festschrift für Bruno Gleitze. Berlin 1968.
- Durchbruch zum sozialen Rechtsstaat. 1969.
- Vermögenspolitik für die siebziger Jahre. Stuttgart / Frankfurt am Main 1971.
- Zwischen Marx und Markt. Konturen einer infrastrukturorientierten und verteilungswirksamen Wirtschaftspolitik. Societäts-Verlag, Frankfurt am Main 1973, ISBN 3-7973-0244-4. (Vom Autor für die Taschenbuchausgabe durchgesehene und ergänzte Fassung: Deutscher Taschenbuchverlag, München 1976, ISBN 3-7632-1781-9.)
- Blick zurück nach vorn. Eine Zehnjahresbilanz zu ökonomischen Tabus und strukturellen Problemen. Societäts-Verlag, Frankfurt am Main 1975, ISBN 3-7973-0278-9.
- mit Anke Fuchs: Sozialarbeit und Freiheit. Von der Zukunft des Sozialstaats. Suhrkamp, Frankfurt am Main 1980, ISBN 3-518-37233-5.
- Aktive Lohnpolitik. Viktor Agartz und die gewerkschaftliche Lohnpolitik in den 1950er und 1960er Jahren. In: Reinhard Bispinck, Thorsten Schulten, Peeter Raane (Hrsg.): Wirtschaftsdemokratie und expansive Lohnpolitik. Zur Aktualität von Viktor Agartz. VSA-Verlag, Hamburg 2008, ISBN 978-3-89965-282-6, S. 66–81.